# 黒鍬
黒鍬（くろくわ）は戦国時代や江戸時代に土木作業を行う者達を指す。

## 道具としての黒鍬
語源に当たる黒鍬は通常の鍬より刃が厚くて幅が広く、刃と柄の角度が60～80度に開いている。さらに、柄が太く短くできていることで力を加えやすく、打ち下ろした時に深く土に食い込むようにできている鍬の事である。
もともとは尾張の大野鍛冶が作っていた柄を黒く塗った土木作業用の特殊な鍬だったが、開墾用の打ち鍬として広く普及した。別名「たち鍬」とも呼ばれ、田の土をすくい上げ、畔に塗りつける作業に向くことから畔鍬とも表記する。

## 黒鍬組
戦国大名に仕えた黒鍬は小荷駄隊に属して、陣地や橋などの築造や死者の収容・埋葬などを行った。後世の戦闘工兵の役割を担っていたと考えられている。
江戸幕府の組織としての黒鍬(組)も三河松平氏時代からの譜代の黒鍬から構成されており、若年寄支配で小者･中間として江戸城内の修築作業や幕府から出される諸令伝達や草履取り等の雑務に従事した。食禄は1人当たり12俵1人扶持が原則で役職に付くと、役高が加算された。
当時（当初）は苗字帯刀も許されず、例外的に護身用の脇差だけを持つ事が許されたが、三河譜代の黒鍬については、世襲が許され、後には御家人の最下層格の扱いを受けた。
黒鍬の長である黒鍬頭（くろくわかしら）は、役高100俵の待遇を受けた。定員は天和年間の定制は200名であったが、享保年間には430名となり、幕末には470名にまで増員された。こうした人数の拡大に対応するために、幕末には3組に分割され、黒鍬頭に任命された組頭（役高30俵1人扶持）が置かれた。
幕末期には新設された役職の補充として見廻組や撒兵へ移動となり、また彰義隊にも多くが参加した。

### 大野の黒鍬、柳瀬の黒鍬
諸大名や民間にも黒鍬が存在した。正確には黒鍬は黒鍬同心、黒鍬者と呼ばれ公儀普請の指揮を取る存在であり、彼等の下に集まる民間の職能集団が日本全国に存在し、これも黒鍬と呼んでいた。彼等は集団内で親方をマゴ、子方を権蔵と呼び、平素は道普請や川普請を生業とし、父祖代々より継承した水盛り、土羽付、玉石積、溜池、堰提、用水路、排水路の技術は卓越していた。また各地の黒鍬は木挽と同じく旅に出る際は必ず慣わしとして仕事道具を携帯したが、関東関西の黒鍬には容儀の違いがあったとされる。
特に民間においては、（道具の）黒鍬の産地の1つで近くに木曽川・長良川下流の輪中地帯を抱えていた尾張知多郡大野町の土工集団の「黒鍬」組は著名であり、各地に出稼ぎをして土木・治水工事・新田開発のための土地整備に参加した。明治時代に鉄道工事で外国人技士が機械が動かず往生したときは一考に値せずとすぐさま工事を再開させ彼等を驚かせた。近くは東海道新幹線の建設にも参加している。
越の黒鍬、北陸の土工集団には柳瀬者の名で知られた一団があった。旧幕時代を通し庄川の氾濫に苦しめられた住民が土木技術を磨き、農繁期を除いて各地に出稼ぎに出ていたが、優れたオルガナイザーの佐藤助九郎に集団として組織され佐藤組の中核となった者たちで、明治初期の労務者が乱暴狼藉、酒と喧嘩に騒がしい中で、頭領の佐藤に率いられた柳瀬者は同郷ゆえの強い団結力と高い技術力を誇る異色の集団として注目を集めた。

## 備考
- 上方落語『狸の化寺』は、ある村の堤防工事を委託された黒鍬の一行が、宿泊先に選んだ無住の寺で怪異に遭遇する顛末を描いている。
- 漫画『カムイ外伝』では、主人公・カムイが追っ手から逃れるために、前述の民間の黒鍬に混じって身を潜めるシーンが登場する。
- 漫画・時代劇『子連れ狼』に登場する黒鍬衆もこの黒鍬に由来している。